# Kvinnorna som formade pophistorien
Kvinnorna som formade pophistorien är en faktabok av Anna Charlotta Gunnarson, först utgiven 2019. Boken beskriver kvinnliga insatser som påverkat populärmusikens historia. Kvinnor i egenskap av sångerskor, musiker, låtskrivare, producenter och skivbolagschefer lyfts fram. Många varför frågor tas upp i boken, till exempel: Varför ser vi oftare kvinnor vid mikrofonen än med instrument? Varför slutade Agnetha skriva låtar när hon kom med i Abba? Varför tjänade Dolly Parton hundratals miljoner på att tacka nej till Elvis Presley?

## Bakgrund
Tanken på att komplettera musikhistorien genom att sammanställa en sorts referensbok där kvinnornas insatser i musikbranschen skulle uppmärksammas övervägdes av författaren i minst två decennier innan boken till slut tog form. Parallellt med sitt arbete som bland annat musikjournalist och programledare har Gunnarson under årens lopp samlat, utforskat och bearbetat det faktamaterial som ligger till grund för boken. Författarens mål var att hennes kvinnohistorier skulle kunna gå hem hos en bred mottagarkrets som speglar mångfalden hos moderna popkonsumenter. Bland annat därför valde hon att avstå från ett lexikonliknande upplägg till förmån för ett urval av berättelser. Arbetet började 2014 och det tog fem år att skriva färdigt boken. Anna Charlotta Gunnarson beskrev processen i en intervju med Freak Fanzine: "Jag tänker alltid mycket när jag skriver. Inga kapitel skrivs fort. Det är verkligen skriva om, skriva om, skriva om och att försöka hitta den bästa aha-upplevelsen i varje story."
Med anledning av #metoo som kom mitt under arbetet med denna bok, bestämde författaren sig för att tills vidare hoppa över kapitlen som berörde sexuella trakasserier och övergrepp, våld i relationer samt kvinnokroppsfixering. Materialet som har sparats för stunden (nästan 20 kapitel) kan enligt Gunnarson publiceras som hennes nästa bok.

### Titel
När arbetet med boken fortskred hade den en helt annan titel, nämligen Allt från Neneh Cherry till Titiyo. Anna Charlotta Gunnarson blev inspirerad av en coverlåt av Magnus Uggla Jag och min far som hade spelats som Svensktoppens söndagsplåga i flera år. I låttexten lyfts fram två manliga artister - Joe Strummer i The Clash och Johnny Marr i The Smiths. Trots sådana likheter artisterna emellan som ursprungsland, hudfärg och verksamhetsramar, föll det sig ändå naturligt att se på dessa två som enskilda individer spelande punk respektive pop. Att välja två inhemska kvinnliga musiker som också representerade olika musikgenrer (hiphop och r&b) kändes däremot inte individualistiskt nog för utgivande förlaget. Enligt Gunnarson är det ett exempel på hur manliga artister ses som individer och representanter för sin musik medan kvinnliga musiker reduceras till representanter för sitt kön. Därför fick förläggaren och författaren slutligen enas om en tydligare och mer allmänt hållen titel -  Kvinnorna som formade pophistorien.

## Innehåll
Gamla skvallertidningar, avhandlingar, radiointervjuer och självbiografier utgör delar av det omfattande källmaterial som ligger till grund för boken. Gunnarson har valt 1920-talet som en startpunkt för sin historieskrivning. Det är då grammofonen gjorde entré i hushållen, vilket ledde till att musiken blev betydligt mer lättillgänglig. Författaren rör sig mellan såväl populärmusikens olika subgenrer som decennier och skildrar musikaliska kvinnors insatser genom åren ända fram till samtiden. Boken porträtterar ett brett spektrum  av kvinnoöden - från författarens personliga förebilder som Agnetha Fältskog eller Britt Lindeborg, till Karin Juel som tog ställning mot nazityskland och gitarrproducerande brudar i en Gibson-fabrik tillfälligt omställd för krigsproduktion. Även den iranska sångerskan Googoosh som trots avrättningshotet återvände till sitt hemland får sitt kapitel i boken. 
Gunnarson delar med sig av en rad personliga iakttagelser och minnen av sina egna obekväma möten i mansdominerade miljöer: en musikaffär där hon kände sig osynlig, en skivbutik där killen bakom disken uttalade sig nedsättande om musiken/artisten hon efterlyste, för att inte nämna affärsägarens misstro och förvåning över att skivan hon var på vippen att köpa (Iron Maidens Seventh Son of a Seventh Son) var till henne och inte en present till storebrorsan eller killkompisen.
I bokens appendix listas drygt 500 namn av popkvinnor som har låtskrivarcredits och/eller medverkar som instrumentalist på skiva eller motsvarande. Bokens berättelser har blivit uppdelade i 31 kapitel döpta efter låtar. 

### Kapitel [utdrag]
- How will I know (Det kvinnliga utrymmet i musiklexikon)
- Bara min värdighet (Hur Wikipedia viktar våra insatser)
- Formation (Tjejers plats vid mikrofonen)
- Hey Loretta (Countryartisten som revolutionerade p-pillerbruket)
- Queens of noise (Hårdrockarna The Runaways och branschens övergrepp)
- Desperados (Svenska musikkvinnor i maktposition)
- It's good to be the queen (Sylvia Robinson, producenten som gav oss hiphop)
- Vi måste höja våra röster (Eller måste vi?)

## Mottagande
Kvinnorna som formade pophistorien har fått omnämnanden i både lokala och rikstäckande tidningar. Flera skribenter framhåller att Gunnarsons kvinnoberättelser framstår som en välbehövlig motvikt till de sönderdiskuterade manliga pophjältarna. Aftonbladets recensent Martin Söderström beskriver boken som en "träffsäker käftsmäll mot manlig rockvärld". Hans skribent-kollega Pierre Hellqvist på Svenska Dagbladet  konstaterar redan i artikelns rubrik att "hon [Gunnarson] gör slarvsylta av boken som fostrat rockmännen." Kvinnorna som formade pophistorien är dock inte skriven som hämnd på manliga popidoler, inte heller har den för avsikt att försvaga deras till synes orubbliga plats i musikhistorien. Kulturskribenten Bo Borg förklarar: "Gunnarsson är inte ute efter att radera någon ur pophistorien, hon vill bredda den med en massa intressanta fakta och musik med kvinnliga förtecken som saknas. Suveränt initiativ och imponerande hästjobb."
Samma tidningar uppmärksammar författaren för hennes berättarglädje och den lättsamma tonen boken igenom. Visst, marginalisering av kvinnoinsatser känns stundtals extratyngande, men tack vare berättarens ivriga och passionerade penna blir boken i sin helhet "en fröjd att läsa". Svenska Dagbladet fortsätter att "Gunnarson förvandlar snustorrt faktarabblande till lustfylld undervisning, på gränsen till ren underhållning." Expressens kulturkritiker Dan Hallemar tycker om bokens lagomlånga kapitel som han jämför med knappt treminuters långa poplåtar: En bra sak med den här boken är att den vågar vara kortfattad. Texterna hade lätt kunnat byggas ut till långa essäer, men här anas en upprorisk lantmätares sakliga ovilja att skina på egen hand.[...] Kanske är det också en lojalitet med den perfekta poplåten, tre minuter inte mer.
Sensommaren 2019 publiceras kapitlet tillägnat Agnetha Fältskog Om tårar vore guld i Svenska Dagbladets musiksektion.I kapitlet berättar Gunnarson om ett konsertögonblick där denna sångerska, låtskrivare och kompositör presenteras av sin bandkollega och före detta man som "The Blond One". Året är 1979, och orden ur Björn Ulvaeus mun når tiotusentals i publikhavet på Wembley Arena, London. Uttalandet skaver i författarens öron. Hon undrar vidare i kapitlet om det inte är förminskande att en musikalisk mångsysslare plötsligt blir "den (namnlösa) blonda" som dessutom kommer i skuggan av rösten, familjen och relationerna. När Björn Ulvaeus läser utdraget överväldigas han av skuldkänslor och skam. Intervjuad av samma tidning avslöjar artisten: "Så skulle jag aldrig ha sagt i dag. Vi betedde oss så jävla generande idiotiskt dumt. Man fattar det inte, men… så där är det. Man växer, man förändras."
Emma Thimgren, skribenten i musikmagasinet Popmani lyfter fram bokens folkbildande innehåll. "Jag hoppas att alla musik- och historielärare nyttjar den här boken som undervisningsunderlag," skriver hon i sin recension. Själva författaren uppmärksammas också för sin utbildande roll med boken. Aftonbladets journalist Martin Söderström  kallar Anna Charlotta Gunnarson ”en sann folkbildare för 2010-talet”. Detta är enligt Gunnarson ett epitet hon bär med stolthet och hon konstaterar i en intervju i Dagens Nyheter att "folkbilda är det roligaste som finns, det finns tusen sätt att berätta en historia". Kvinnohistorier beskrivna i boken berättades därför vidare under anordnade seminarier, författarsamtal och föreläsningar. Kring boksläppet folkbildade författaren  bland annat på Kvinnohistoriska i Stockholm, Gefle skivmäsa, Redbergsteatern i Göteborg och Bok&Bild i Luleå. Som Gunnarson själv delar med sig inför Linköpings Folkbildarforum har bokprat-tillställningarna mötts av otroligt positiva reaktioner i folkmun: "Folk gråter, kramas och tackar som tusan. Många är också oerhört upprörda över orättvisorna och förbannar den historiska segregeringen. Många vill engagera sig. [...]"
Kvinnorna som formade pophistorien klev även upp på scen i Norrbotten och blev en turnerande utomhusteater sommaren 2020. Norbottensteaterns chef Mats Pontén och manusförfattarna Maria Pontén och Linda Wincent  bjöd på tillställningen Popkvinnor som är  en drygt två timmar lång musikalisk show uppbyggd kring sångerna och kvinnohistorierna som nämns i Gunnarsons bok. Premiäruppsättningen skedde den 13 juni i Gunnarsbyn och upplevdes av närvarande som underhållande och lärorik. Föreställningarna  rullade vidare till  bland annat Gammelstad, Jokkmokk och Överkalix fram till säsongens slut den 11 juli 2020. Under pågående Coronapandemin blev vissa shower dock inställda. Sommaren 2022 förvandlas boken till en pjäs igen och visas på scenerna i Norrbotten. Föreställningen döps denna gång till Popkvinnor - andra sommaren och beskrivs av regissören Rasmus Lindberg som rolig och medryckande.